# Lena Rice
Lena Rice (Marlhill, New Inn, 21 juni 1866 – 21 juni 1907) is een tennisspeelster uit Ierland, dat op dat moment onderdeel van Groot-Brittannië was. Zij won het damesenkeltoernooi van Wimbledon in 1890, en is daarmee de enige Ierse vrouw die ooit op Wimbledon wist te winnen.
Rice speelde maar twee seizoenen tennis, en deed daarin maar aan een paar toernooien mee. 
Rice overleed op haar 41e verjaardag aan de gevolgen van tuberculose, en werd begraven op de katholieke begraafplaats Downey's Field in New Inn.